# Bethlehem Steel Football Club
Il Bethlehem Steel Football Club è stata una società calcistica di Bethlehem, negli Stati Uniti.
La formazione storica, attiva dal 1907 al 1930, fu una delle squadre di maggior successo dei primi anni calcistici statunitensi.
La squadra infatti detiene il record di vittorie in U.S. Open Cup, 5 a pari merito con il Maccabi Los Angeles e 6 titoli in American Cup (l'antenata della Coppa degli Stati Uniti). Complessivamente, con 11 titoli, è la squadra più titolata della coppa nazionale statunitense. Oltre a questo vanno aggiunti 4 titoli iridati nei massimi campionati nazionali dell'epoca.

## Storia

### Bethlehem Steel Football Club (1907-1930)

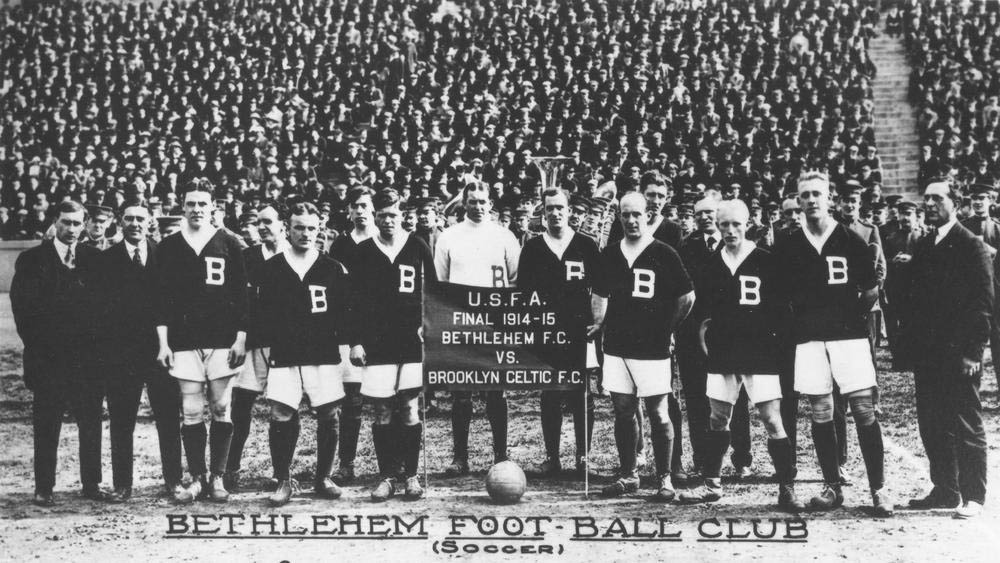
Bethlehem Steel 1914–15

La prima formazione di calcio a Bethlehem, la Betlemme Football Club, si formò nei primi anni del '900 giocando le partite casalinghe allo East End Field.
Il calcio si diffuse soprattutto tra gli operai della Steel Company di Bethlehem che, nel 1911, acquisì la squadra locale cambiandone denominazione in Bethlehem Steel Football Club, e nel contempo costruendo un nuovo stadio nel 1913, il Bethlehem Steel Athletic Field.
Dal 1911 al 1915 la squadra partecipò al campionato della Allied American Foot Ball Association, nel 1915-1916 prese parte alla American Soccer League of Philadelphia continuando a mietere successi.

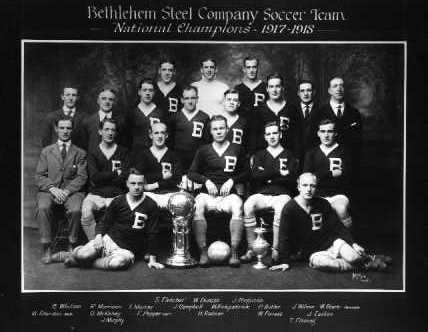
Bethlehem Steel 1917–18

La società investì notevoli somme per ingaggiare giocatori scozzesi ed inglesi e tale superiorità portò ad abbandonare le leghe semi-professionistiche nel 1916, per partecipare a partite di esibizione ed alle coppe nazionali.
Nel 1917, appunto, si iscrive alla lega professionale della National Association Foot Ball League vincendo tre campionati. La NAFBL nel 1921 confluì nella nuova lega nazionale, la American Soccer League, e i proprietari decisero di sciogliere la squadra e di costituire una nuova società formata appositamente per affrontare il primo campionato della ASL, i Philadelphia Field Club.
La formazione creata nella capitale della Pennsylvania vinse immediatamente il campionato ma dovette affrontare difficoltà finanziarie che ne preclusero la continuazione nel campionato successivo, con il ritorno della società a Bethlehem per formare nuovamente i Bethlehem Steel. (analogamente si creò una nuova società con base a Filadelfia con la stessa denominazione, Philadelphia Field Club).

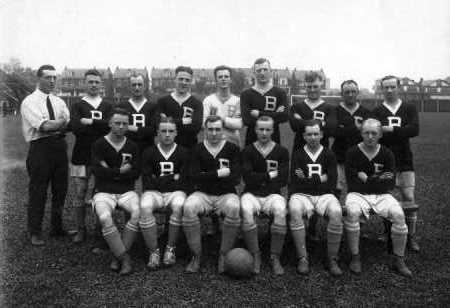
Bethlehem Steel 1921

La presenza nella American Soccer League la vide duellare con l'allora altra formazione di prestigio del nordamerica, i Fall River F.C., e vincendo il campionato nel 1926-27.
La storia del Bethlehem Steel fa da sfondo anche alla lotta tra la ASL e la USFA che ebbe inizio nel 1925 con la rinuncia da parte delle squadre della lega a partecipare alla National Challenge Cup.
Lo scontro si acuì nel 1928 con la rinuncia degli stessi Bethlehem Steel al boicottaggio, venendo espulsi dalla lega e a ritirarsi dal campionato dopo sei gare. Con il benestare della USFA, i Bethlehem Steel crearono con altre squadre una nuova lega, la Eastern Professional Soccer League che ebbe la durata di due anni, con il successivo ritorno nella ASL.
La logorante guerra tra le leghe e, soprattutto, la grande depressione mise in ginocchio il "sistema calcio" statunitense, e i Bethlehem Steel cessarono le loro attività nel 1930.

#### Colori e simbolo
La divisa della squadra inizialmente era nera, calzoncini bianchi e i calzettoni grigi. La divisa prevedeva anche lo stemma societario della squadra, una B bianca. Negli anni '20 la divisa divenne azzurra (o celeste) con la B inserita in un rombo.
| I colori della prima maglia | I colori Azzurro e Bianco |  |

Lo stemma della squadra era rappresentato dalla lettera B bianca in campo nero, riportato anche nelle divise di gioco. Il secondo simbolo rappresentava un profilato metallico sintesi grafica della produzione di acciaio.

#### Stadio
- East End Field (1904-1913)
- Bethlehem Steel Athletic Field (1913-1930), Bethlehem

## Cronologia
| Anno    | Div.                         | Lega                         | Stagione Regolare                 | Playoffs                     | National Cha. Cup            | American Cup                 |  |
| ------- | ---------------------------- | ---------------------------- | --------------------------------- | ---------------------------- | ---------------------------- | ---------------------------- |  |
| 1911-12 | -                            | AAFBA                        | -                                 | Finale                       | -                            | Non qualificata              |  |
| 1912-13 | -                            | AAFBA                        | 1°                                | Campione (no playoff)        | -                            | Non qualificata              |  |
| 1913-14 | -                            | AAFBA                        | 1°                                | Campione (no playoff)        | Terzo turno                  | Campione                     |  |
| 1914-15 | -                            | ALAFC                        | 1°                                | Campione (no playoff)        | Campione                     | Semifinale                   |  |
| 1915-16 | -                            | ASLP                         | 2°                                | No playoff                   | Campione                     | Campione                     |  |
| 1916-17 | -                            | -                            | -                                 | -                            | Finale                       | Campione                     |  |
| 1917-18 | -                            | NAFBL                        | 2°                                | No playoff                   | Campione                     | Campione                     |  |
| 1918-19 | -                            | NAFBL                        | 1°                                | Campione (no playoff)        | Campione                     | Campione                     |  |
| 1919-20 | -                            | NAFBL                        | 1°                                | Campione (no playoff)        | Quarti di finale             | Finale                       |  |
| 1920-21 | -                            | NAFBL                        | 1°                                | Campione (no playoff)        | Secondo turno                | Semifinale                   |  |
| 1921-22 | vedi Philadelphia Field Club | vedi Philadelphia Field Club | vedi Philadelphia Field Club      | vedi Philadelphia Field Club | vedi Philadelphia Field Club | vedi Philadelphia Field Club |  |
| 1922-23 | 1                            | ASL                          | 2°                                | No playoff                   | Terzo turno                  | Secondo turno                |  |
| 1923-24 | 1                            | ASL                          | 2°                                | No playoff                   | Semifinale                   | Campione                     |  |
| 1924-25 | 1                            | ASL                          | 2°                                | No playoff                   | Non qualificata              | -                            |  |
| 1925-26 | 1                            | ASL                          | 4°                                | No playoff                   | Campione                     | -                            |  |
| 1926-27 | 1                            | ASL                          | 1°                                | Campione (no playoff)        | Semifinale                   | -                            |  |
| 1927-28 | 1                            | ASL                          | 2°(gir. andata); 4°(gir. ritorno) | Semifinale                   | primo turno                  | -                            |  |
| 1928-29 | 1                            | ASL                          | Ritirata dopo sei gare            | -                            | -                            | -                            |  |
| 1928-29 | -                            | ESPL                         | 1°                                | Campione (no playoff)        | Quarti di finale             | -                            |  |
| 1929    | -                            | ESPL                         | 1°                                | Campione (no playoff)        | -                            | -                            |  |
| 1930    | 1                            | ACL (ASL)                    | 7° (Autunno 1930)                 | No playoff                   | Semifinale                   | -                            |  |

## Palmarès

### Competizioni nazionali
- Bethlehem Steel Football Club (1907-1930)

Campione Nazionale (4)
National Association Foot Ball League (3): 1918-19, 1919-20, 1920-21
American Soccer League (1): 1926-27
Champione di lega (5)
Allied American Foot Ball Association (3): 1912-13, 1913-14, 1914-15
Eastern Professional Soccer League (2): 1928-29, Autunno 1929
National Challenge Cup (5): 1915, 1916, 1918, 1919, 1926
American Cup (6): 1914, 1916, 1917, 1918, 1919, 1924
Lewis Cup (1): 1928
Allied Amateur Cup (1): 1914

### Altri piazzamenti
- American Soccer League:

Secondo posto: 1922-1923, 1923-1924, 1924-1925
- U.S. Open Cup:

Semifinalista: 1923-1924

## Calciatori celebri
- Alex Massie
- Bob Millar
- Archie Stark